# Qīz Ūlan
Qīz Ūlan (persiska: قیز اولن) är en ort i Iran.   Den ligger i provinsen Västazarbaijan, i den nordvästra delen av landet, 700 km nordväst om huvudstaden Teheran. Qīz Ūlan ligger 2 057 meter över havet och antalet invånare är 226.
Terrängen runt Qīz Ūlan är kuperad. Runt Qīz Ūlan är det ganska tätbefolkat, med 75 invånare per kvadratkilometer. Närmaste större samhälle är Kāpūt, 17,3 km väster om Qīz Ūlan. Trakten runt Qīz Ūlan består i huvudsak av gräsmarker.